# غليكلوبيراميد
غليكلوبيراميد هو دواء من صنف السلفونيليوريا يستخدم في علاج السكري. يسوق في اليابان منذ عام 1965.
الدواء يصنف من سلفونيليوريا الجيل الثاني.
اسمه التجاري هو: Deamelin-S.

## روابط خارجية
- DEAMELIN·S Tablets 250 mg